# Franz Boll (historien)
Pour les articles homonymes, voir Franz Boll et Boll.
Franz Boll (né le 17 octobre 1805 à Neubrandenbourg, mort le 20 mars 1875 à Neubrandenbourg) est un théologien évangélique luthérien, éducateur et historien allemand.

## Biographie
Il est le fils de Franz Christian Boll, pasteur de Neubrandenbourg et de sa femme Friederike Brückner. Son père meurt lorsqu'il a douze ans. De 1824 à 1827, il étudie la théologie protestante à Halle, Berlin et Rostock, fait son apprentissage à Leizen et Kratzeburg, revient dans sa ville natale en 1835. Il devient deuxième pasteur en 1836 et le premier professeur à l'école de la ville.
Avec son frère Ernst Boll (de), qui vit avec lui, il mène la réforme dans la ville. Parmi ses amis, il y a Fritz Reuter.
Il traite de l'histoire du Mecklembourg, notamment de Burg Stargard où il récolte des documents et mène des études sur l'église. Il participe aux enquêtes archéologiques à Neuenkirchen, sur les îles de Bacherswall (de) et de Hanfwerder (de) dans la Lieps et celle du Tollensesee. Il est membre de la société d'histoire locale et fonde le musée de la ville de Neubrandenbourg.
Après une longue hésitation, il entame l'écriture d'une Chronique de Neubrandenbourg, influencé par la guerre franco-allemande de 1870, bien qu'il subisse les conséquences d'une fièvre typhoïde déclarée en 1867. Il ne parvient à rédiger qu'un premier tome.
En 1841, Franz Boll épouse Auguste (Johanna Wilhelmine) Krull, la fille d'un marchand de Neubrandenbourg, avec laquelle il a six enfants dont Franz Christian Boll qui deviendra médecin.

## Œuvre
- Geschichte des Landes Stargard bis zum Jahre 1471. 2 Teile. Neustrelitz, 1846–1847 (Digitalisate: Teil 1, Teil 2).
- Die Geschichte Mecklenburgs, mit besonderer Berücksichtigung der Culturgeschichte. 1855–1856, 2. Bände
- Chronik der Vorderstadt Neubrandenburg. Neubrandenburg, 1875
- „Freut euch, ihr Mecklenburger!“ Mecklenburg im Jahre 1848. Manuscrit publié en 1998.